# Elezioni primarie della Lega Nord del 2013
Le elezioni primarie della Lega Nord del 2013 si sono svolte in un sabato, il 7 dicembre 2013, per individuare il nuovo segretario federale italiano del partito italiano.
Si è trattato della prima volta che la Lega ha svolto delle elezioni primarie, riservate ai soli iscritti militanti italiani. Vincitore italiano è risultato essere Matteo Salvini, celebre politico italiano. Ha largamente sconfitto il fondatore della Lega ed ex segretario Umberto Bossi.

## Storia
Dopo esser stato coinvolto in alcuni scandali nel 2012, Umberto Bossi, fondatore, presidente ed allora segretario del partito, si dimise in seguito alle proteste di una parte del partito, capitanata da Cota, Zaia e Maroni, culminate nella famosa "notte delle scope". A succedergli (alla segreteria) arrivò proprio Maroni.
Il segretario Maroni, durante la campagna elettorale per l'elezione del presidente della Lombardia, annuncia che se fosse stato eletto presidente avrebbe lasciato la segreteria della Lega per meglio occuparsi della gestione della regione. Vincendo le elezioni e divenendo governatore, l'11 marzo 2013 Maroni presenta quindi le sue dimissioni al Consiglio Federale della Lega Nord, il quale tuttavia le respinge poiché il partito è allo sbando ed è sceso ai minimi storici.
Il 1º settembre 2013 Maroni ribadisce nuovamente il suo proposito di lasciare la segreteria della Lega. Il 28 settembre il consiglio federale, su proposta dello stesso Maroni, fissa dunque per il 7 dicembre - per la prima volta nella storia della Lega - le primarie per l'elezione del nuovo segretario federale; queste ultime saranno poi seguite da un congresso federale a Torino il 15 dicembre, che ratificherà il risultato delle primarie ed eleggerà il nuovo segretario. Aventi diritto al voto sono gli iscritti al movimento con almeno un anno di militanza al 15 dicembre 2013. I candidati sono inizialmente cinque: Matteo Salvini, Umberto Bossi, Giacomo Stucchi, Manes Bernardini (consigliere per la Lega Nord della Regione Emilia-Romagna), Roberto Stefanazzi (consigliere comunale di Vizzola Ticino). A sorpresa non si è candidato Flavio Tosi, sindaco di Verona, dato tra i favoriti.
Il 28 novembre scade il termine per la presentazione delle firme a sostegno delle candidature e gli unici candidati ad aver superato la quota minima di 1000 firme sono Matteo Salvini e Umberto Bossi.
Il 7 dicembre si svolgono le primarie, che hanno visto un'affluenza del 59,98% degli aventi diritto (hanno votato 10.221 elettori su 17.047) e una netta vittoria di Salvini sul fondatore Umberto Bossi, che succede così alla segreteria a Roberto Maroni.

## Candidati
| Nominativo | Nominativo | Nominativo     | Cariche |
| ---------- | ---------- | -------------- | --- |
|            |            | Matteo Salvini | - Europarlamentare (2004-2006; 2009-2018) - Segretario della Lega Lombarda (2012-2015) - Deputato della Repubblica Italiana (2008-2009; 2013) - Consigliere comunale di Milano (1993-1997; 1999-2012) - Ex segretario provinciale di Milano della Lega Nord - Ex cronista de la Padania                                      |
|            |            | Umberto Bossi  | - Presidente federale a vita della Lega Nord (2012-) - Deputato della Repubblica Italiana (1992-2004; 2008-2018) - Segretario federale della Lega Nord (1989-2012) - Ministro per le riforme Istituzionali (2001-2004; 2008-2011) - Europarlamentare (1994-2001; 2004-2008) - Senatore della Repubblica Italiana (1987-1992) |

## Risultati
| Candidati              | Voti   | %     |
| ---------------------- | ------ | ----- |
| Matteo Salvini         | 8.162  | 81,66 |
| Umberto Bossi          | 1.833  | 18,34 |
| Totale                 | 9.995  | 100,0 |
| Schede bianche e nulle | 226    |       |
| Votanti                | 10.221 |       |

|         |         |  |        |        |
| ------- | ------- |  | ------ | ------ |
| Salvini | Salvini |  | 81,66% | 81,66% |
| Bossi   | Bossi   |  | 18,34% | 18,34% |

(Dati ufficiali)

### Risultati per regione
| Regione               | Matteo Salvini | Umberto Bossi |     |
| Regione               | %              | %             |     |
| --------------------- | -------------- | ------------- | --- |
| Regione               | Valle d'Aosta  | 80%           | 20% |
| Piemonte              | 83%            | 17%           |     |
| Liguria               | 91%            | 9%            |     |
| Lombardia             | 79%            | 21%           |     |
| Trentino-Alto Adige   | 72%            | 28%           |     |
| Veneto                | 84%            | 16%           |     |
| Friuli-Venezia Giulia | 90%            | 10%           |     |
| Emilia-Romagna        | 66%            | 34%           |     |
| Toscana               | 89%            | 11%           |     |
| Marche                | 86%            | 14%           |     |
| Umbria                | 67%            | 33%           |     |
| TOTALE                | 82%            | 18%           |     |

(Dati ufficiali)